# Alistair Cooke
Alistair Cooke KBE (20 de novembro de 1908 – 30 de março de 2004) foi um escritor americano nascido no Reino Unido, cujo trabalho como jornalista, personalidade de televisão e emissora de rádio foi realizado principalmente nos Estados Unidos. Fora de sua produção jornalística, que incluía Letter from America e America: A Personal History of the United States, ele era bem conhecido nos Estados Unidos como apresentador do PBS Masterpiece Theatre de 1971 a 1992. Depois de manter o emprego por 22 anos e trabalhar na televisão por 42 years, Cooke se aposentou em 1992, embora tenha continuado a apresentar a Letter from America até pouco antes de sua morte. Ele era o pai do autor e cantor folk John Byrne Cooke.

## Primeiros anos
Nascido como Alfred Cooke em Salford, Lancashire, Inglaterra, era filho de Mary Elizabeth (Byrne) e Samuel Cooke. Seu pai era um pregador leigo metodista e serralheiro por profissão; a família de sua mãe era de origem protestante irlandesa.
Ele foi educado na Blackpool Grammar School, em Blackpool, e ganhou uma bolsa de estudos no Jesus College, Cambridge, onde obteve um diploma de honra (2: 1) em inglês. Ele estava fortemente envolvido nas artes, era editor da Granta e fundou o Mummers, o primeiro grupo de teatro de Cambridge aberto a ambos os sexos, do qual ele rejeitou notavelmente um jovem James Mason, dizendo-lhe para se dedicar à arquitetura.
Cooke mudou seu nome para Alistair quando tinha 22 anos, em 1930.

## Carreira

### Ascensão na mídia
A primeira visita de Cooke aos Estados Unidos foi em 1932, em uma bolsa de dois anos do Commonwealth Fund, agora Harkness Fellowship para Yale e Harvard, onde suas habilidades de atuação e música vieram à tona com visitas a Hollywood. Cooke viu uma manchete de jornal afirmando que Oliver Baldwin, filho do primeiro-ministro Stanley Baldwin, havia sido demitido pela BBC como crítico de cinema. Cooke enviou um telegrama ao diretor de conversas, perguntando se ele seria considerado para o cargo. Ele foi convidado para uma entrevista e levou um navio da Cunard de volta à Grã-Bretanha, chegando vinte e quatro horas atrasado para a entrevista. Ele sugeriu a digitação de uma crítica de cinema no local e, alguns minutos depois, ele recebeu o trabalho. Ele também participou de um comitê consultivo da BBC liderado por George Bernard Shaw para a pronúncia correta.
Cooke também foi o correspondente de Londres da NBC. Toda semana, ele gravava um diálogo de rádio de 15 minutos para ouvintes americanos sobre a vida na Grã-Bretanha, sob o título da série London Letter . Em 1936, ele relatou intensamente a crise de abdicação de Edward VIII pela NBC. Ele fez várias palestras sobre o tema todos os dias para ouvintes em muitas partes dos Estados Unidos. Ele calculou que em dez dias ele falou 400.000 palavras sobre o assunto. Durante a crise, ele foi auxiliado por uma nota de vinte anos de idade, Rhodes Scholar, Walt Rostow, que se tornaria conselheiro de segurança nacional de Lyndon B. Johnson.

### Mudança para os Estados Unidos
Cooke substituiu Oliver Baldwin como crítico de cinema da BBC em 8 de outubro de 1934 e fez sua primeira transmissão pela BBC: "Declaro que sou um crítico que tenta interessar muita gente a ver filmes interessantes", disse ele à platéia. “Não tenho interesse pessoal em nenhuma empresa. Como crítico, estou sem política e sem classe". Assim, muito em breve, em 1937, Cooke emigrou para os Estados Unidos; mas tornou-se cidadão dos Estados Unidos e fez o Juramento de Fidelidade em 1 de dezembro de 1941, seis dias antes do ataque a Pearl Harbor. Pouco depois de emigrar, Cooke sugeriu à BBC a ideia de fazer a London Letter ao contrário: uma palestra de 15 minutos para ouvintes britânicos sobre a vida na América. Um protótipo, Mainly About Manhattan, foi transmitido intermitentemente desde 1938, mas a ideia foi arquivada com o início da Segunda Guerra Mundial em 1939.
Durante esse período, Cooke também fez uma viagem por todo os Estados Unidos, registrando o estilo de vida dos americanos comuns durante a guerra e suas reações a ela. O manuscrito foi publicado como The American Home Front: 1941-1942 nos Estados Unidos (e como Alistair Cooke's American Journey: Life on the Home Front in the Second World War no Reino Unido) em 2006.
O primeiro American Letter foi transmitido em 24 de março de 1946 (Cooke disse que isso era a pedido de Lindsey Wellington, a New York Controller da BBC); a série foi encomendada inicialmente por apenas 13 parcelas. A série chegou ao fim 58 anos (2.869 parcelas) depois, em março de 2004. Ao longo do caminho, ganhou um novo nome (mudando de American Letter para Letter from America em 1950) e uma enorme audiência, sendo transmitida não apenas na Grã-Bretanha e em muitos outros países da Commonwealth, mas em todo o mundo pelo BBC World Service.

### Jornalista
Em 1947, Cooke tornou-se correspondente estrangeiro do jornal Manchester Guardian (mais tarde The Guardian), para o qual escreveu até 1972. Foi a primeira vez que ele foi contratado como repórter; todo o seu trabalho anterior tinha sido freelancer. Ao relatar o boicote aos ônibus em Montgomery, iniciado por Rosa Parks e liderado por Martin Luther King, Cooke expressou simpatia pelos custos econômicos impostos à empresa de ônibus da cidade e se referiu à sra. Parks como "a mulher teimosa que começou tudo... para se tornar o Paul Revere do boicote."

### Omnibus
Em 1952, Cooke tornou-se o apresentador do Omnibus da CBS, a primeira série de televisão em rede comercial dedicada às artes. Apresentou aparições de personalidades como Hume Cronyn, Jessica Tandy, Gene Kelly e Leonard Bernstein. Jonathan Winters foi o primeiro quadrinho a aparecer no programa.

### Meados do século XX e anos posteriores
Em 1966, ele foi convidado a entregar a Palestra Memorial MacMillan à Instituição de Engenheiros e Construtores de Navios da Escócia. Ele escolheu o assunto "A Era do Jato e os Hábitos do Homem".
Em 1971, ele se tornou o apresentador do novo Masterpiece Theatre, a mostra de televisão britânica de qualidade da PBS. Ele permaneceu como anfitrião por 22 anos, antes de se aposentar do cargo em 1992. Ele alcançou sua maior popularidade nos Estados Unidos nesse papel, tornando-se o assunto de muitas paródias, incluindo "Alistair Cookie" em Sesame Street ("Alistair Cookie" também foi o nome de um personagem de paródia animado de argila criado por Will Vinton como apresentador de um trailer de The Little Prince and Friends); Alistair Quince, interpretado por Harvey Korman, que apresentou muitos episódios nas primeiras temporadas de Mama's Family.
America: A Personal History of the United States (1972), uma série de televisão de 13 partes sobre os Estados Unidos e sua história, foi transmitida pela primeira vez no Reino Unido e nos Estados Unidos em 1973 e foi seguida por um livro do mesmo título. Foi um grande sucesso em ambos os países, e resultou no convite de Cooke para discursar nas casas conjuntas do Congresso dos Estados Unidos como parte das celebrações do bicentenário do congresso. Após a transmissão da série na Irlanda, Cooke ganhou o Jacob's Award, uma das poucas ocasiões em que esse prêmio foi concedido ao criador de um programa importado.[carece de fontes?]

### Anos finais
Em 2 de março de 2004, aos 95 anos, seguindo o conselho de seus médicos, Cooke anunciou sua aposentadoria da Letter from America—após 58 anos, o programa de rádio de fala mais antigo do mundo.
Cooke morreu à meia-noite de 30 de março de 2004, em sua casa na cidade de Nova York. Ele estava doente com doenças cardíacas, mas morreu de câncer de pulmão, que se espalhou para os ossos. Ele foi cremado e suas cinzas foram clandestinamente espalhadas por sua família no Central Park.

### Roubo de ossos
Em 22 de dezembro de 2005, o New York Daily News relatou que os ossos de Cooke e muitas outras pessoas haviam sido removidos cirurgicamente antes da cremação por funcionários da Biomedical Tissue Services de Fort Lee, Nova Jersey, uma empresa de recuperação de tecidos. Os ladrões venderam os ossos para uso como enxertos ósseos de nível médico. O câncer do qual Cooke estava sofrendo se espalhou para seus ossos, tornando-os inadequados para enxertos. Relatos indicavam que as pessoas envolvidas na venda dos ossos alteraram sua certidão de óbito para ocultar a causa da morte e reduzir sua idade de 95 para 85. Michael Mastromarino, um ex-cirurgião oral de Nova Jersey e Lee Cruceta concordaram com um acordo que resultou em sua prisão. Mastromarino foi condenado em 27 de junho de 2008, no Supremo Tribunal de Nova York, a 18 a 54 anos de prisão. Toda a história do roubo foi apresentada em um documentário destinado a educar o público sobre os assaltos aos túmulos modernos. Na manhã de 7 de julho de 2013, aos 49 anos, Michael Mastromarino morreu no St. Luke's Hospital depois de sofrer de câncer de fígado.

## Vida pessoal

### Casamentos e filhos
Cooke ficou noivo de Henrietta Riddle, filha de Henry Ainley. Enquanto ele frequentava a Universidade de Yale e a Universidade de Harvard em uma bolsa de estudos da Commonwealth, ela o abandonou. Ele conheceu Ruth Emerson, bisneta de Ralph Waldo Emerson, em 1933, e eles se casaram em 24 de agosto de 1934. O filho deles, John Byrne Cooke, nasceu em 5 de outubro de 1940 em Nova York, Nova York.
Alistair Cooke se divorciou de Ruth em 1944 e casou-se com Jane White Hawkes, pintora de retratos e viúva do neurologista A. Whitfield Hawkes, filho de Albert W. Hawkes, em 30 de abril de 1946. A filha deles, Susan, nasceu em 22 de março de 1949.

### Recreação e interesses
Cooke começou a jogar golfe aos cinquenta e poucos anos, desenvolvendo um fascínio pelo jogo, apesar de nunca atingir um nível extraordinário de habilidade. Ele foi motivado por seu amor pelo golfe a dedicar muitos de seus episódios do Letter from America ao tópico, falando uma vez da emoção de aprender "o quão mais impressionante era o mundo do golfe do que o mundo da política". Cooke tornou-se amigo íntimo de muitos dos principais jogadores de golfe da época: Jack Nicklaus, na introdução de uma compilação dos escritos de Cooke sobre o golfe, narra suas muitas realizações notáveis, mas o descreve como "acima de tudo... um amigo".
Em uma transmissão na BBC em 2 de maio de 1997, referindo-se ao sucesso do jogador de golfe Tiger Woods, Cooke afirmou que "haverá um aumento espetacular no número de meninos negros, e eu quero dizer meninos, adolescentes, que começam infestar os cursos públicos na América".
Em 1968, ele estava a apenas alguns metros de Robert F. Kennedy quando foi assassinado, testemunhando os eventos que se seguiram.

## Honras e prêmios
Em 1973, Cooke recebeu um título de cavaleiro honorário (KBE) por sua "excelente contribuição ao entendimento mútuo anglo-americano". Cooke ficou feliz em aceitar, porque nas palavras de Thomas Jefferson, não envolvia "a grande vaidade de um título". Tendo abandonado sua cidadania britânica durante a Segunda Guerra Mundial, ele não poderia ser chamado de "Sir Alistair".
Após a morte de Alistair Cooke, o Prêmio Fulbright Alistair Cooke em Jornalismo foi estabelecido como uma homenagem ao homem e a suas realizações de vida e carreira. O prêmio apoia os estudantes do Reino Unido a realizar estudos nos Estados Unidos e os americanos a estudar no Reino Unido.

## Obras
- Douglas Fairbanks: The Making of a Screen Character (1940)
- A Generation on Trial: The USA v. Alger Hiss (1950) Alfred A. Knopf; (1982)
- Mencken (1955)
- A William March Omnibus: with an introduction by Alistair Cooke (1956)
- Around the World in Fifty Years: A Political Travelogue (1966) Field Enterprises Educational Corporation ASIN B0000CN5PS
- The Patient Has the Floor (1986)
- Six Men (1977) The Bodley Head ;(1995)
- Fun & Games with Alistair Cooke: On Sport and Other Amusements (1996)
- Memories of the Great and the Good (2000)
- The American Home Front: 1941–1942 (2006)
- Alistair Cooke's American Journey: Life on the Home Front in the Second World War (2006)
- Alistair Cooke; the biography; Nick Clarke (1999)

### Livros "America"
- Letters from America (1951) Rupert Hart-Davis, London – with introduction "To the British Reader"
- One Man's America (1952) Alfred A Knopf, New York – same chapters as 'Letters from America' (1951), with introduction "To the American Reader"
- Talk about America: Letters from America, 1951–1968 (1968) The Bodley Head; (1981) Penguin Books
- Letter from America: The Early Years, 1946–1968
- Alistair Cooke's America (22 November 1973) BBC Books, London ; (13 November 2003) Phoenix  – updated edition with new introduction and final chapter written by Alistair Cooke
- The Americans: Fifty Talks on our Lives and Times, 1969–1979 (Nov 1979) Alfred A Knopf, New York
- America Observed: The Newspaper Years of Alistair Cooke/selected and edited by Ronald A. Wells (1988) Penguin
- Letters from America: The Americans, Letters from America and Talk About America
- Letter from America: (1946–2004) (2004)
- The Marvelous Mania: Alistair Cooke on Golf (2007)
- Reporting America: The Life of the Nation, 1946–2004. [S.l.]: Allen Lane. 2008. ISBN 978-1-84614-047-1
  - Review: Saunders, Alan (Março de 2009). «Last Man Standing». The Monthly. 43: 50–52 Review of Reporting America: The Life of the Nation, 1946–2004.

Cooke também foi co-autor de vários "livros de mesa de café".

## Mídia
- America: A Personal History of the United States foi lançada em DVD, com um recurso adicional em que Cooke fala sobre sua vida.
- An Evening With Alistair Cooke at the Piano, um disco LP lançado pela primeira vez em 1955, depois relançado em 1973 pela Columbia Special Products (número de catálogo B00110SXCK).

O álbum apresenta Cooke tocando padrões de jazz no piano, acompanhando o apito e falando sobre sua vida na América.